# Bembidion argutum
Bembidion argutum är en skalbaggsart som beskrevs av Thomas Casey. Bembidion argutum ingår i släktet Bembidion och familjen jordlöpare. Inga underarter finns listade i Catalogue of Life.